# Charles de Beaupoil, conte de Saint-Aulaire

Stema contelui de Saint-Aulaire

Auguste-Félix-Charles de Beaupoil, conte de Saint-Aulaire (n. 13 august 1866, Angoulême, Poitou-Charentes, Franța – d. 26 septembrie 1954, Périgord⁠(d), Aquitaine, Franța) a fost un aristocrat francez, cunoscut ca diplomat, biograf și istoric. În 1929 a fost ales membru al Academiei Române.

## Biografie
Singurul fiu al lui Auguste de Beaupoil, conte de Saint-Aulaire, și al soției sale Isabelle-Epremier-Esther, fiica lui Amable-Félix Couturier de Vienne, el i-a succedat tatălui său ca șef al vechii familii nobiliare care își are originea în Bretania.
El a fost educat de către iezuiți la Bordeaux înainte de a studia la Institutul de studii politice din Paris. A intrat în Ministerul francez al Afacerilor Externe, îndeplinind misiuni diplomatice ca atașat în Chile, apoi funcționar guvernamental la Camera de Comerț și Industrie din Marsilia, atașat la Tunis (din 1894) și însărcinat cu afaceri la Tanger (din 1902). Apoi, el a servit ca ministru-consilier la Viena (1909-1912) și colaborator al generalului Lyautey în Maroc (1912-1916), înainte de a fi rechemat la Quai d'Orsay și trimis în 1916 ca ambasador în România. A participat la negocierile privind Tratatul de la București (1916) și a solicitat ajutor militar francez (misiunea Berthelot).
După Primul Război Mondial, el a servit pentru scurt timp în 1920 ca ambasador al Franței la Madrid, înainte de a fi promovat în 1921 în funcția de ambasador în Marea Britanie, pe care a îndeplinit-o la Londra până în 1924.
Contele de Saint-Aulaire s-a retras la Castelul La Malartrie de pe malul râului Dordogne, unde s-a concentrat pe scrierea unor lucrări istorice, inclusiv despre cardinalul Richelieu (1930), prințul Talleyrand (1936), împăratul Franz-Joseph (1945) și cardinalul Mazarin (1946).

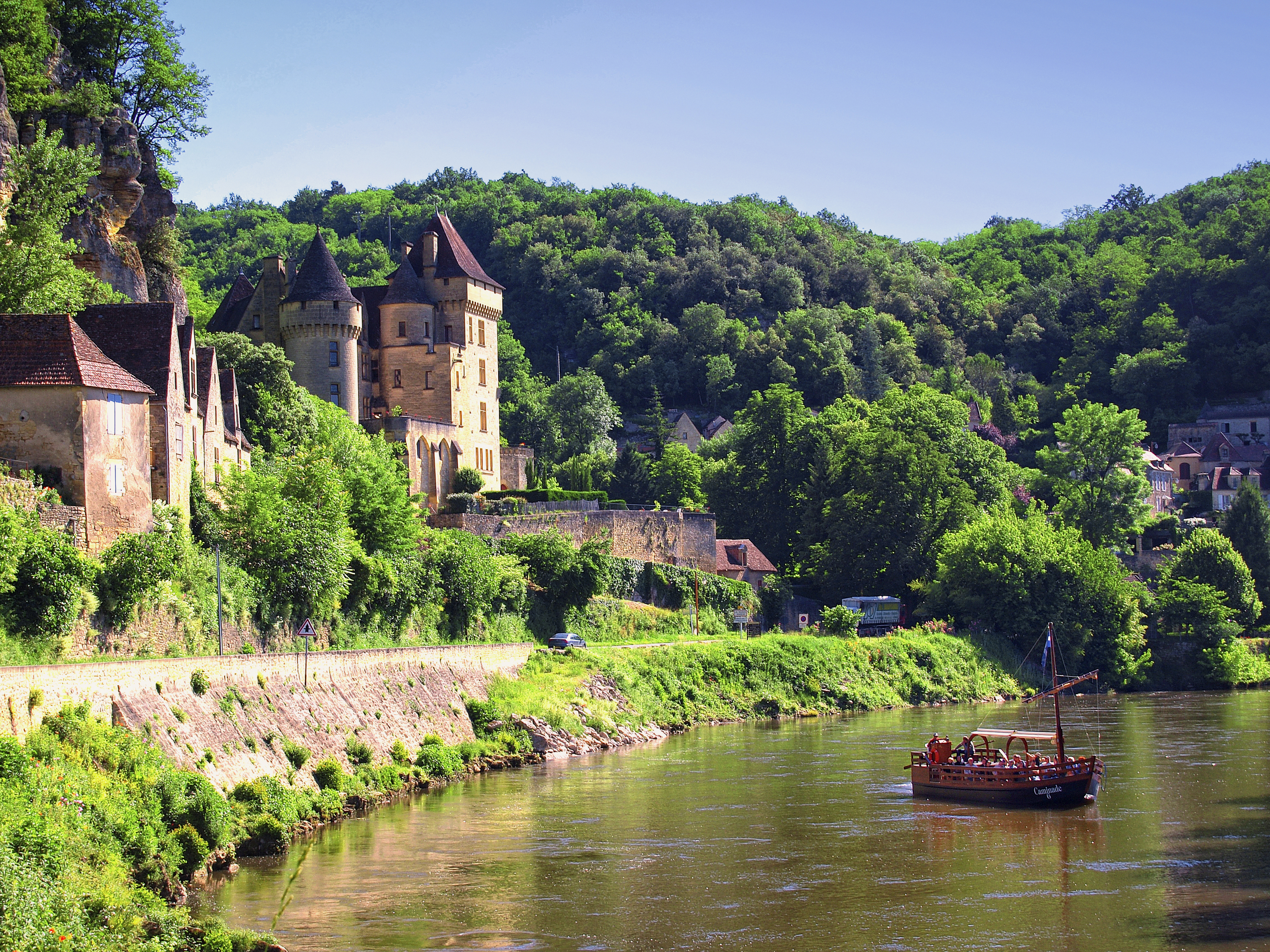
Castelul La Malartrie

S-a căsătorit în 16 ianuarie 1899 la Paris cu Marguérite-Henriette, fiica contelui Léopold-Ferdinand Balny d'Avricourt; ei au avut două fiice și un fiu, Edmond-Marie-Charles (căsătorit cu Marie-Gisèle-Claire-Ida Robillard de Magnanville), care i-a succedat ca purtător al titlului de conte de Saint-Aulaire.

## Scrieri
- Confesiunile unui bătrân diplomat, Editura Humanitas, București, 2003.

## Onoruri
- Mare Ofițer, Legiunea de onoare
- Cavaler, Ordinul Palmelor Academice
- Cavaler, Ordinul Suveran Militar de Malta
- Cavaler Comandor, Ordinul Sfântul Grigorie cel Mare